# Ван Дорп, Вианка
Вианка ван Дорп (нидерл. Wianka van Dorp, род. 1 декабря 1987) — голландская спортсменка, гребчиха, призёр чемпионата Европы, чемпионата мира по академической гребле.

## Биография
Вианка ван Дорп родилась 1 декабря 1987 года в нидерландском городе Амстелвене, Северная Голландия. Профессиональную карьеру гребца начала с 2004 года. Состоит и тренируется в клубе «K.R.& Z.V. „De Maas“», Делфт.
Дебют ван Дорп на международной арене состоялся на чемпионате мира по водным видам спорта среди юниоров 2009 года в Бранденбурге (2008 WORLD ROWING U). Эти соревнования принесли ей первую серебряную медаль. В составе четверки с результатом 07:05.720 её команда заняла второе место, уступив первенство соперницам из Италии (07:03.880).
Чемпионат мира по академической гребле 2011 года в городе Бледа принес в актив наград ван Дорп бронзовую медаль. В соревнованиях четвёрок голландские спортсменки с результатом (6:34.06) уступили соперницам из Австралии (6:31.18 — 2е место) и США (6:30.30 — 1е место).
На чемпионате Европы по академической гребле 2013, который проходил в испанском городе Севилья, голландская четверка в составе Вианка ван Дорп, Софи Соувер, Лиза Шеенаард и Николь Бёкерс заняла второе место, уступив золото заплыва соперницам из Германии.
На Летних Олимпийских играх 2016 в Рио-де-Жанейро ван Дорп в составе голландской восьмёрки заняла шестое место.